# Nicolaas Beetsstraat (Amsterdam)

Zuidelijk deel Nicolaas Beetsstraat met rechts de terreinen van het Wilhelminagasthuis (circa 1910)

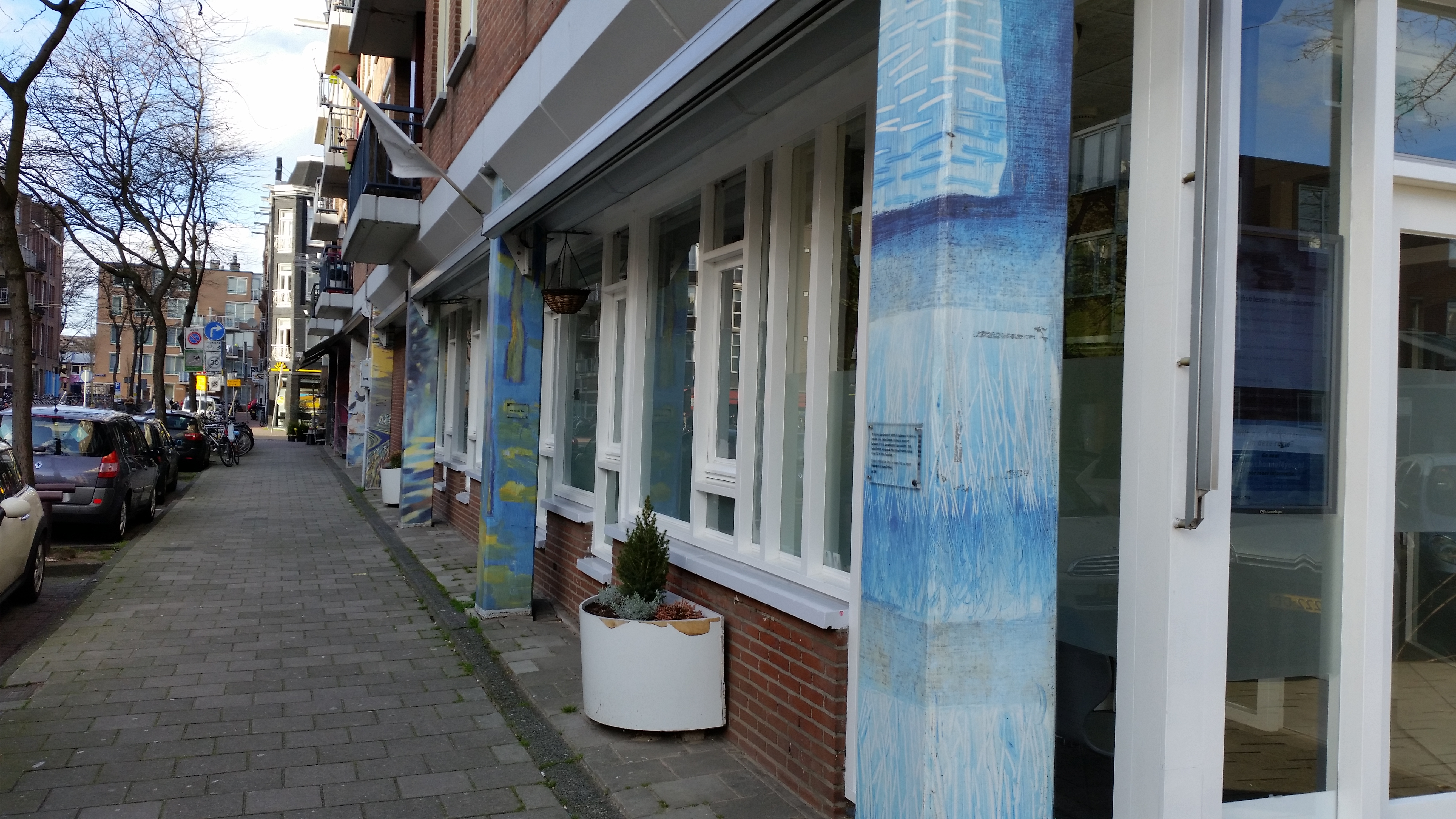
Kunstobject Zeven pilaren (maart 2019)

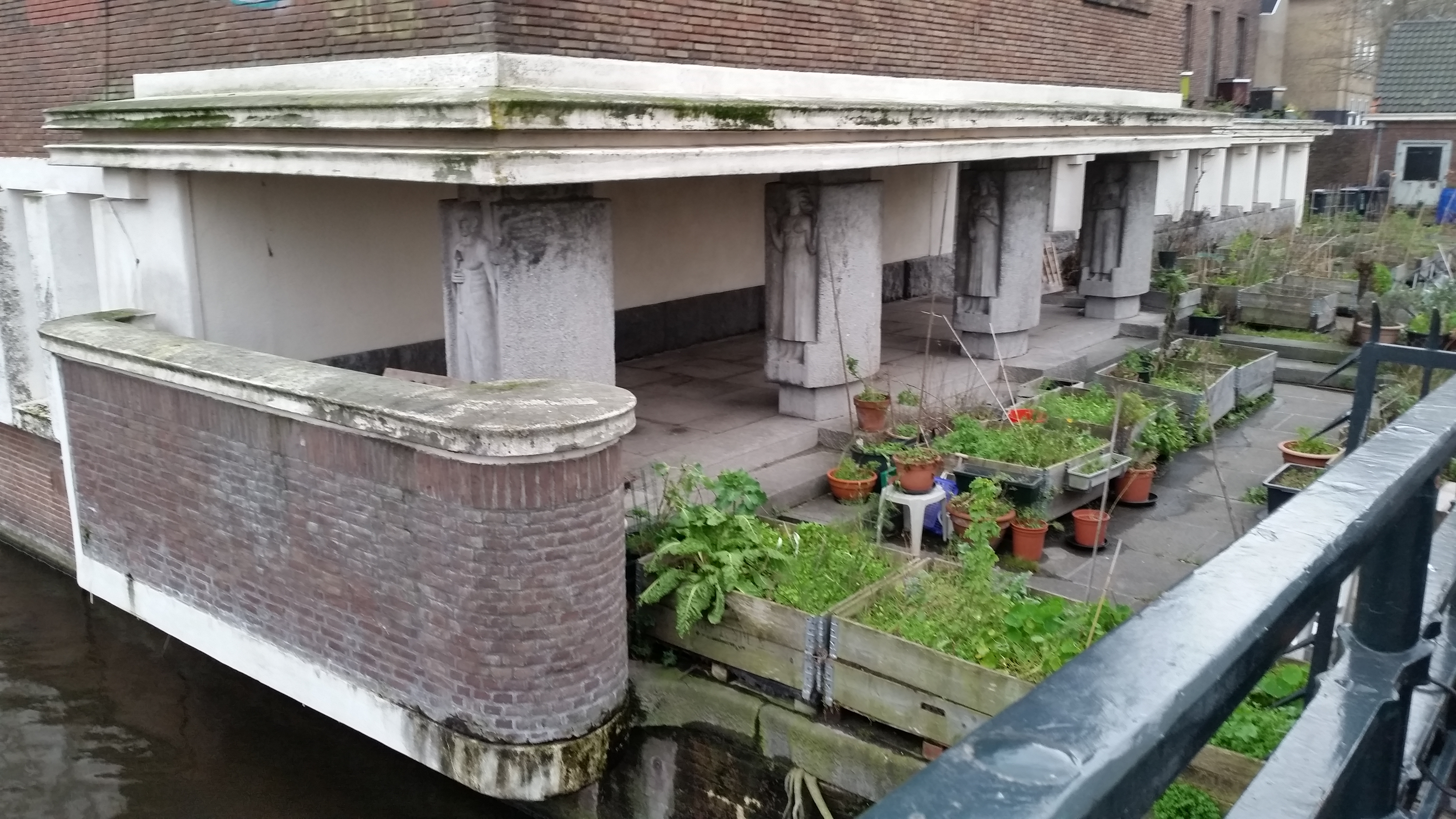
Zuilengalerij laboratorium (januari 2019)

De Nicolaas Beetsstraat is een straat in de wijk Oud West/De Baarsjes in Amsterdam-West.

## Geschiedenis en ligging
De straat kreeg per raadsbesluit van 4 april 1889 haar naam, een vernoeming naar schrijver Nicolaas Beets. De straat lag toen nog binnen de gemeente Nieuwer-Amstel, dat in 1896 deels werd geannexeerd door de Gemeente Amsterdam. De straat moest een aantal keer geherdefinieerd worden in verband met de Amsterdamse stadsuitbreiding naar het zuiden. De straat ligt dan ook deels in de Kinkerbuurt (relatief oud) en deels in de Helmersbuurt (relatief nieuw). De bebouwing door de gemeente Nieuwer-Amstel is nog terug te vinden in de huisnummering. De meeste straten in Amsterdam kennen een oplopende huisnummering geprojecteerd ten opzichte van de Boerenwetering, de huisnummering is hier andersom.
De straat begint in het noorden bij de Bellamystraat, al is dat eerste stuk alleen toegankelijk voor voetgangers en fietsers, die onder een poortwoning doorgaan. Ze kruist vervolgens met een kleine knik de Hasebroekstraat en de Kinkerstraat. Daarna volgt de kruising met de Borgerstraat, schampt ze het Nicolaas Beetsplantsoen. Ze steekt door middel van de Hennetjesbrug (brug 179) het Jacob van Lennepkanaal over. Ten zuiden van dat kanaal kruist ze nog de Kanaalstraat (vernoemd naar het Jacob van Lennepkanaal), Wilhelminastraat (vernoemd naar Wilhelmina der Nederlanden) en Brederodestraat (vernoemd naar de schrijver Gerbrand Adriaensz. Bredero om bij de Eerste Helmersstraat (vernoemd naar dichter/zakenman Jan Frederik Helmers) te eindigen.

## Gebouwen
Het noordelijke deel van de straat werd volgebouwd eind 19e eeuw, waarbij veelal revolutiebouw werd toegepast. Er werd snel gebouwd door allerlei eigenaren, die niet altijd letten op de soliditeit van de gebouwen. Het zuidelijke deel werd begin 20e eeuw gebouwd, waarbij aanmerkelijk luxere panden werden neergezet. Dit is terug te vinden in het straatbeeld in de 21e eeuw. Grote delen van de noordelijke bebouwing werd in de jaren zeventig gesloopt; ze voldeed bij lange na niet meer aan de eisen, er trad op grote schaal verkrotting op, het leidde tot bordjes onbewoonbaar verklaard en het begrip onverklaarbaar bewoond. De sanering ging op een grove wijze; hele bouwblokken gingen tegen de vlakte, er kwamen niet alleen nieuwe huizen, ook het stratenpatroon werd aangepast. Aan het zuideinde van de straat schampte de Nicolaas Beetsstraat de terreinen van het voormalige Wilhelminagasthuis.
Gezien de vele sloop zijn er weinig gebouwen die in aanmerking kunnen komen voor de status van gemeentelijk of rijksmonument. Het enige rijksmonument aan de straat staat met een zij/achtergevel aan de Nicolaas Beetsstraat. Het is het voormalige pathologisch anatomisch laboratorium van genoemd ziekenhuis aan de Arie Biemondstraat 105-111.
Op de plaats van het laboratorium stond nog een brandweerkazerne G, dat plaats moest maken voor het laboratorium. Op de Nicolaas Beetsstraat 124 was enige tijd in een onopvallend gebouw (tehuis tussen huizen) een kinderopvangtehuis gevestigd naar model van Elisabeth Boddaert.

## Kunst
In/Aan de straat zijn drie kunstobjecten terug te vinden:
- wallprints van kunstwerk uit de collectie van de kunstuitleen, verspreid over zeven pilaren, onderdeel van de dragende constructie van woon/winkels nabij de Kinkerstraat
- Muur van de dichters, interactieve kunst van Danilo Joanovic
- beelden van Hildo Krop nabij de ingang en poort van het laboratorium